# Tacoma
Tacoma – miasto w Stanach Zjednoczonych, w stanie Waszyngton, siedziba hrabstwa Pierce. 196 957 mieszkańców (2005), powierzchnia 162,2 km².  Jest częścią obszaru metropolitalnego miasta Seattle. Miejscowość znana z katastrofy mostu Tacoma.
W mieście rozwinął się przemysł elektrochemiczny, metalowy, drzewny oraz hutniczy.
W miejscowości tej urodził się amerykański piosenkarz i aktor Bing Crosby.

## Miasta partnerskie
- Norwegia: Ålesund
- Filipiny: Davao
- ChRL: Fuzhou
- RPA: George
- Izrael: Kirjat Mockin
- Korea Południowa: Kunsan
- Kuba: Cienfuegos
- Rosja: Władywostok
- Tajwan: Taizhong